# Drybinski Rajon
Drybinski Rajon (vitryska: Дрыбінскі Раён, ryska: Дрибинский район) är ett distrikt i Belarus.   Det ligger i voblasten Mahiljoŭs voblast, i den nordöstra delen av landet, 220 km öster om huvudstaden Minsk.